# 大野誠 (長野県令)

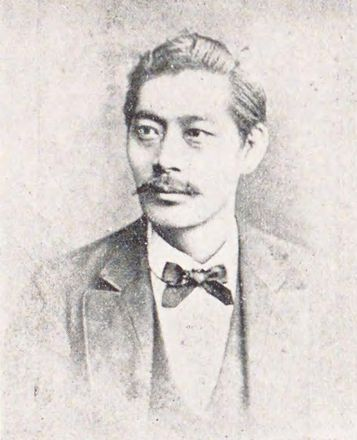
大野誠

大野 誠（おおの まこと、1834年5月10日（天保5年4月2日） - 1884年（明治17年）10月27日）は、幕末の新発田藩士・儒者・剣客（心形刀流）、明治期の官僚。長野県令。位階は正五位。通称・儉二郎、字・仲亨、雅号・快堂。

## 経歴
越後国蒲原郡諏訪山新田（現新潟県北蒲原郡聖籠町）で、私塾の絆己楼（はんきろう）を開いていた儒者・大野耻堂（敬吉）の長男として生まれる。18歳で江戸に遊学し昌平黌に入門。また、藤森弘庵に詩文を、伊庭軍兵衛に剣術を学んだ。その後、帰郷し父の私塾・絆己楼で教え、再度、江戸に出て春風館を開いて文武を教授。
王政復古後、明治5年（1872年）、工部省六等出仕となる。以後、工部少丞、工部権大丞、鉄道局次長、太政官権大書記官・法制局在勤などを歴任。1881年7月7日、長野県令に就任。同県道路行政の発端となる七道開鑿事業に着手し「道路県令」と呼ばれた。その他、県立中学校の設置、師範学校の統合などを推進。また、県会の民権派と対立し同県初の原案執行を行った。病のため在任中に死去。墓所は藩の菩提寺であった駒込の吉祥寺。